# 战争子午线
《战争子午线》，是1990年中国上映的一部电影，由冯小宁執導，富大龙等主演。影片主要讲述十几个不满十八岁的士兵以及一个女兵护送伤员的故事。该作中还通过过去与现在的情况作对比，从而反映出了一些当今社会的其他问题。

## 電影內容
在抗日战争的时候，一群未满十八岁的小八路军和一个女兵运送一个伤员到军营。不过最后，除了女兵和几个小八路军将伤员送到根据地之外，其他的小兵全部纷纷壮烈牺牲，而多年后，伤员以及那些护送过他的小八路军们也纷纷牺牲。
而几十年后，唯一幸存下来的女兵看着如今和平的世界，自然是非常感慨。

## 演员表
- 富大龍 飾 老兵
- 沈丹萍 飾 護士
- 江韻輝 飾 護士（老年）
- 牛萌萌 飾 草兒
- 董洋 飾 小號
- 張代 飾 文工團
- 齊冰 飾 十歲半
- 黃海波 飾 山炮
- 吳衞東 飾 排長
- 余文仲 飾 軍醫

## 其他
- 在拍摄该作品的时候，上边规定要两个月完成，虽说困难重重，而导演冯小宁最后还是在两个月完成了。很多道具都是剧务组亲自完成的。

## 获奖记录
- 1991年
  - 在第十一屆中國電影金雞獎中，馮小寧凭借本作获得最佳导演特別獎，關峽获得最佳音樂提名，陳軍、張國慶获得最佳摄影提名。[7]
- 1992年
  - 在第二屆全國電影製片廠優秀攝製組評選中，该作获得故事片優秀攝組獎。
- 1995年
  - 在第四屆東京兒童電影節中，该作获得日本東京電影評論家獎。
  - 在第二屆日本京都國際兒童電影節中，该作获得金獎。

## 備註
1. ↑  李彩霞. . 2018年.
2. ↑  黄海贝. . 2022年.
3. ↑  周斌. . 2019年.
4. ↑  . 1991年.
5. ↑  章邦鼎. . 2016年.
6. ↑  .   [2022-11-12]. （原始内容存档于2022-11-12）.
7. ↑  .   [2022-11-12]. （原始内容存档于2022-11-13）.

## 外部連結
- 豆瓣电影上《战争子午线》的資料 （简体中文）
- 互联网电影数据库（IMDb）上《战争子午线》的资料（英文）